# Lola Novaković
Lola Novaković (Belgrad, Iugoslàvia, 25 d'abril de 1935 - f. 3 d'abril de 2016) va ser una cantant de l'antiga Iugoslàvia.

## Biografia
El 1962 va quedar en quart lloc al festival d'Eurovisió celebrat a Luxemburg, amb la cançó Ne pali svetla u sumrak («No apaguis la llum en fosquejar»).
Després va estar al Japó el 1963 durant sis mesos, donant concerts i programes de televisió, acompanyada en les seves cançons amb l'orquestra de Mantovani. El 1964 va quedar en primer lloc al festival a Itàlia Roma canta, amb la cançó «El carrer de quatre fonts». Els seus discos existeixen només en col·leccions privades. Es va retirar el 1985 de la seva carrera artística, decebuda i enutjada amb la premsa.
Lola Novaković va aconseguir gran popularitat a Iugoslàvia. Cantava a l'espectacle Cabaret d'aquest temps i va donar gires per Sèrbia i altres països.
Va morir el 3 d'abril de 2016.